# Belsh
Belsh ([bɛlʃ]; bepaalde vorm: Belshi; ook gespeld als Belësh, bepaald Belëshi) is een gemeente in Centraal-Albanië. De stad telt 20.000 inwoners (2011) en maakt deel uit van de prefectuur Elbasan. Belsh ligt in het Dumreheuvelland op circa 25 kilometer zuidwestelijk van prefectuurshoofdplaats Elbasan.
De stad is gelegen aan het Liqeni i Belshit ('Belshmeer'), een van een tachtigtal karstmeren die over de Dumre verspreid liggen.

## Geschiedenis

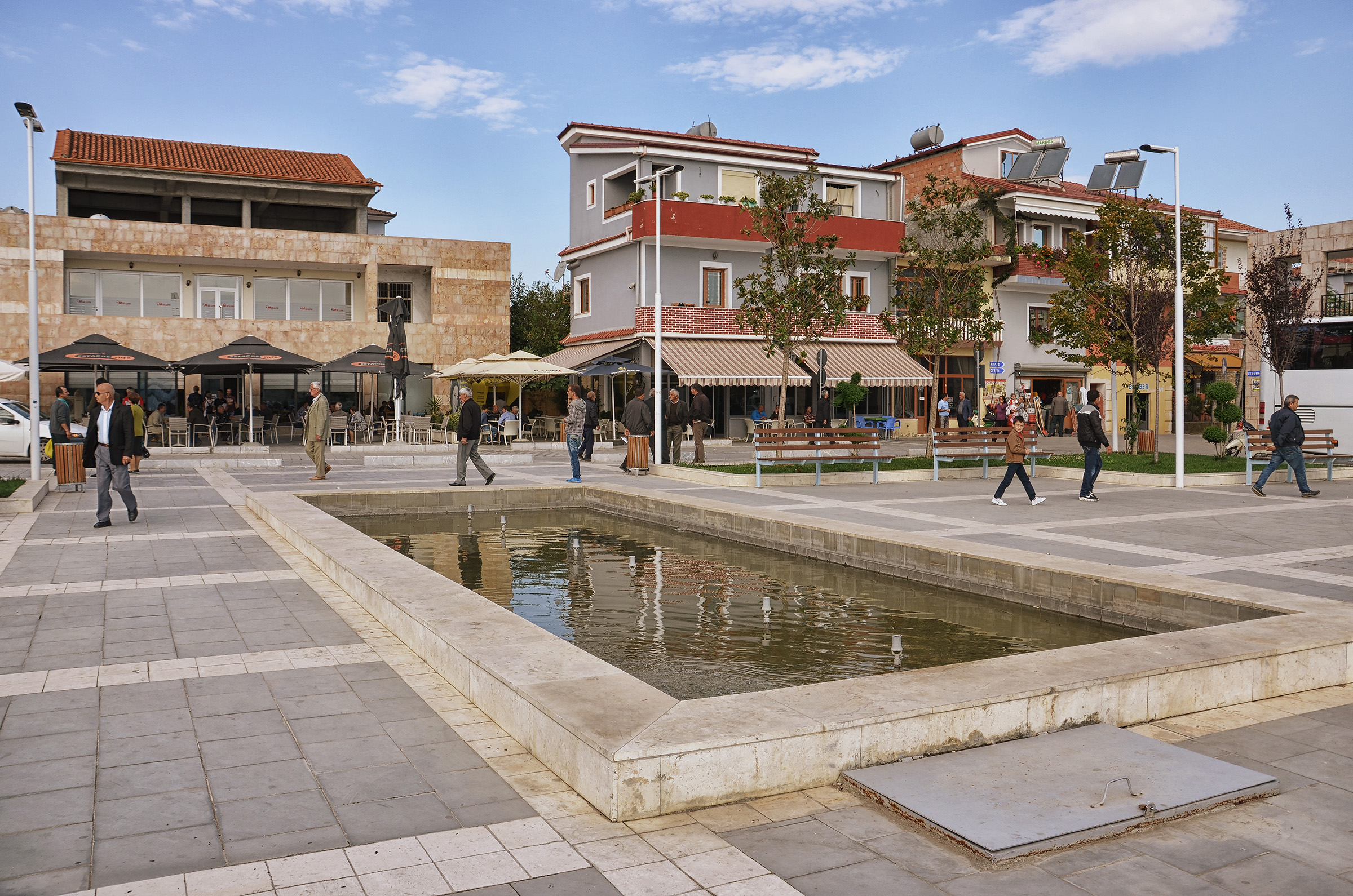
Het straatbeeld in 2018

De omgeving van Belsh werd reeds bewoond in de oudheid. Aan de andere kant van het Liqeni i Belshit, in het plaatsje Gradishtë, zijn op een heuvel resten gevonden van een Illyrische vesting en nederzetting. Later werd Belsh een Griekse kolonie. Onder de Romeinse heerschappij kende Belsh een voorspoedige periode als handelsplaats nabij de Via Egnatia. Bij Seferan, dat net zoals Gradishtë deel uitmaakt van de moderne gemeente Belsh, bevond zich een tempel die aan Aphrodite was gewijd; in het vlak ernaast gelegen meertje Liqeni i Seferanit werden veel terracottavoorwerpen gevonden die ter ere van de godin in het water werden gelaten. In Tirana zijn vondsten uit een koningsgraf in Belsh te bezichtigen.
In de zesde eeuw werd de klassieke vestingstad door binnenvallende Slaven verwoest.

## Geografie

### Bestuurlijke indeling
Administratieve componenten (njësitë administrative përbërëse) na de gemeentelijke herinrichting van 2015 (inwoners tijdens de census 2011 tussen haakjes):
Belsh (8781) • Fierzë (2065) • Grekan (3138) • Kajan (3925) • Rrasë (1594).
De stad wordt verder ingedeeld in 36 plaatsen: Belsh, Belsh Qëndër, Çepe, Çerragë, Çestije, Dëshiran, Dragot, Dragot-Dumre, Drizaj, Dushk, Fierzë, Gjinuk, Gjolen, Gradisht, Grekan, Guras, Guri i Bardhë, Hardhi, Kajan, Kosovë, Lisaj, Marinëz, Merhoj, Qafë, Rrasë e Poshtme, Rrasë e Sipërme, Rrenës, Shegas, Shkallë, Shkëndi, Shkozë, Shtith, Stanaj, Seferan, Trojas, Turbull.

## Bevolking
In de volkstelling van 2011 telde de gemeente Belsh 19.503 inwoners. Dat is een daling ten opzichte van 28.359 inwoners in het jaar 2001. Dit komt overeen met een gemiddelde bevolkingsgroei van −3,1% per jaar. De meeste inwoners zijn etnische Albanezen.
Van de 19.503 inwoners zijn er 3.829 tussen de 0 en 14 jaar oud, 13.613 inwoners zijn tussen de 15 en 64 jaar oud en 2.061 inwoners zijn 65 jaar of ouder.
In 2017 werden er 163 kinderen geboren, terwijl er 153 mensen stierven. De natuurlijke bevolkingsgroei was positief en bedroeg +10 mensen.

#### Religie

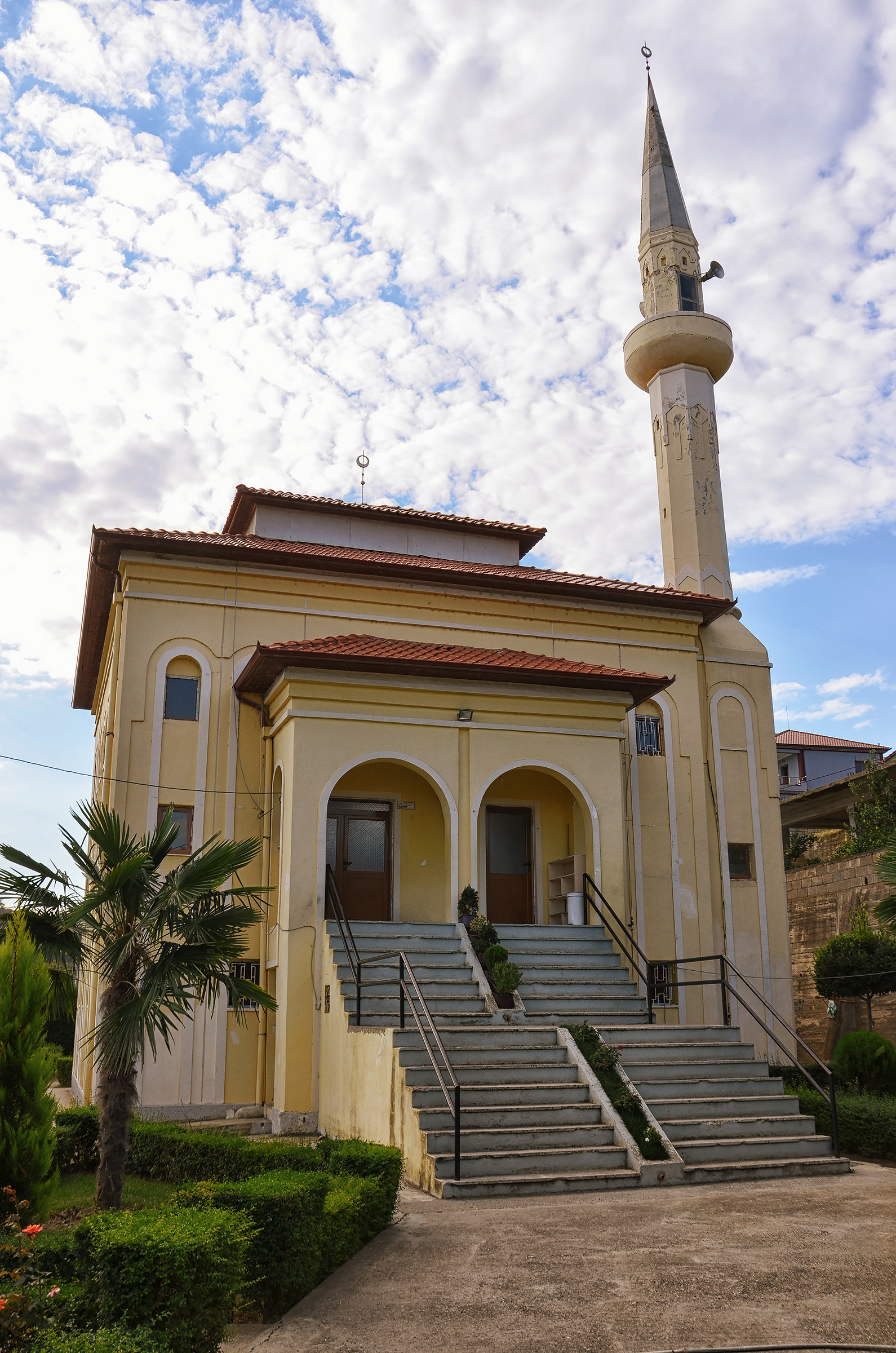
De moskee van Belsh

Ongeveer twee derde van de bevolking is islamitisch (65%). De rest van de bevolking behoort tot kleinere religieuze groeperingen of heeft geen religie.
| Plaats | Bevolking (2011) | Islam (%)       | Katholiek (%) | Orthodox (%) | Bektashisme (%) |
| ------ | ---------------- | --------------- | ------------- | ------------ | --------------- |
| Belsh  | 8.781            | 5.471 (62,30%)  | 45 (0,51%)    | 4 (0,05%)    | 9 (0,10%)       |
| Kajan  | 3.925            | 2.958 (75,36%)  | 11 (0,28%)    | 8 (0,20%)    | 1 (0,03%)       |
| Grekan | 3.138            | 2.055 (65,49%)  | 14 (0,45%)    | - (-)        | - (-)           |
| Fierzë | 2.065            | 1.274 (61,69%)  | 3 (0,15%)     | 6 (0,29%)    | - (-)           |
| Rrasë  | 1.594            | 913 (57,26%)    | 3 (0,18%)     | - (-)        | - (-)           |
| Belsh  | 19.503           | 12.671 (64,97%) | 76 (0,39%)    | 18 (0,09%)   | 10 (0,05%)      |

## Bezienswaardigheden
- De kerkruïnes van Belsh zijn sinds 1973 een Religieus Cultureel Monument van Albanië.

## Economie en voorzieningen
In de omgeving van Belsh wordt intensief aan landbouw gedaan. Men veronderstelt dat er zich onder de Dumre eveneens gasvoorraden bevinden.
De stad beschikt over een ziekenhuis en een middelbare school.

## Vervoer
In Elbasan vertrekken minibussen naar Belsh niet vanuit het busstation, maar op een afzonderlijke stopplaats in de Rruga Thoma Kalefi nabij het stadhuis.

## Sport
Voetbalclub KF Belshi speelt in de Kategoria e Tretë, Albaniës vierde en laagste nationale klasse. In het seizoen 2011-2012 eindigde het team er als laatste met nul punten.